# Lope García de Castro

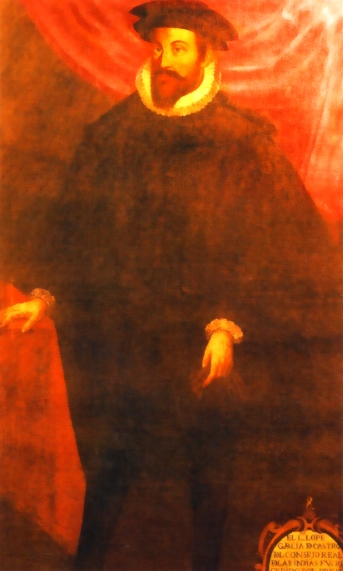
Lope Garcia de Castro

Lope García de Castro (* um 1516 in Villanueva de Valdueza, León, Spanien; † 8. Januar 1576 in Madrid, Spanien) war ein spanischer Jurist, der von 1564 bis 1569 als Präsident der Real Audiencia die Amtspflichten eines Vizekönigs von Peru innehatte, ohne formell dieses Amt zu bekleiden.

## Leben
Ab 1534 studierte García Rechtswissenschaft am Colegio de San Bartolomé der Universität von Salamanca, bis 1541 lehrte er dort auch. Er wurde als Richter (Oidor) nach Valladolid gesandt und wurde Mitglied des Indienrates, der die Verwaltung der spanischen Kolonien versah.
1563 berief ihn König Philipp II. als Gouverneur von Peru, Generalkapitän und Präsident der Real Audiencia von Lima – als Nachfolger von Vizekönig Diego López de Zúñiga y Velasco, dem Grafen von Nieva. García schiffte sich im Oktober 1563 in Cádiz ein und erreichte Panama im Juni 1564; dort beaufsichtigte er die Wiedereinrichtung der Real Audiencia von Panama, die in den Jahren zuvor ihren Sitz in Guatemala gehabt hatte. Von Panama reiste er weiter nach Callao, wo er im Oktober 1564 eintraf.
Er reorganisierte das Finanzwesen und errichtete 1566 eine Münzprägeanstalt in Lima. Er erhob einige neue Steuern und Abgaben, beendete die dauerhafte Zwangsarbeit der Indios in den encomiendas und trug so zu einer Stabilisierung der Finanz- und Wirtschaftslage in der Kolonie bei.
Zur Verbesserung der Verwaltung teilte er das Vizekönigreich 1565 in Provinzen ein. Unter seiner Amtszeit fiel das Gebiet von Tucumán und Cusco in den Verantwortungsbereich der Real Audiencia von Charcas. 1567 unternahm sein Neffe Álvaro de Mendaña eine See-Expedition in den Pazifik und entdeckte dort die Salomon-Inseln, Guadalcanal und weitere Inseln der Südsee.
Im Inneren schlug er einen Aufstand der Indios in Jauja 1565 und eine Rebellion der Mestizen von Cusco 1567 nieder. Mit Titu Cusi, dem Herrscher des Inka-Exilreichs von Vilcabamba, schloss er 1566 den Vertrag von Acobamba, der die Einstellung der Feindseligkeiten beinhaltete.
Als Francisco de Toledo als neuer Vizekönig berufen wurde, kehrte García nach Spanien zurück, wo er sein Amt im Indienrat wieder aufnahm, bis er 1576 in Madrid starb.